# ريتا (مغنية)
ريتا (باليابانية: 理多؛ بالكانا: りた) هي مؤدية صوت ومغنية وكاتبة غنائية وشاعرة يابانية، (ولدت في سويتا في اليابان م).

## وصلات خارجية
- الموقع الرسمي
- ريتا على موقع ميوزك برينز (الإنجليزية)
- ريتا على موقع ميوزك برينز (الإنجليزية)
- ريتا على موقع ANN person (الإنجليزية)